# ويليام إل. لوف
ويليام إل. لوف (بالإنجليزية: William L. Love) هو سياسي أمريكي، ولد في 27 يوليو 1872. حزبياً، نشط في الحزب الديمقراطي. وقد انتخب عضو مجلس ولاية نيويورك.